# Jordan Mickey
Jordan Mickey (Dallas, 9 de julho de 1994) é um jogador norte-americano de basquete profissional que atualmente joga pelo Miami Heat, disputando a National Basketball Association (NBA). Foi draftado em 2015 na segunda rodada pelo Boston Celtics.